# Kamienica Kencowska w Krakowie
Kamienica Kencowska, in. kamienica Kęcowska – zabytkowa kamienica znajdująca się w Krakowie, w dzielnicy I przy Rynku Głównym 38, na Starym Mieście.
Powstała około połowy XIV wieku, a na przełomie XIV i XV wieku została przebudowana. Nowożytny wygląd uzyskała podczas modernizacji na przełomie XVI i XVII wieku. W tymże okresie (wiek XVI i początek XVII) kamienica była własnością bogatych mieszczańskich rodzin pochodzenia niemieckiego – Schillingów, Fogelewederów, Stauberów, a przez dużą część wieku XVII należała do Kenców. W pierwszej połowie XVIII wieku była własnością rajcy Andrzeja Szafałkowica, a od 1746 roku należała do Karola Tuszki – właściciela sąsiedniej Kamienicy Wosińskiej. W roku 1787 kamienicę zamieszkiwał architekt Józef Le Brun. W czwartej ćwierci XVIII wieku przeprowadzono modernizację, w rezultacie której budynek uzyskał klasycystyczne wyposażenie, dekorację i nową fasadę. Kształt obecny kamienica uzyskała w latach 1825-1831, kiedy m.in. wzniesiono trzecie piętro budynku frontowego i wymieniono dach.
W roku 1823 Lorenzo Paganino Cortesi założył w kamienicy cukiernię słynącą z produkcji likierów i wódek. W roku 1841 przejęta została przez szwajcarskich cukierników Gaudentego Redolfiego i Parysa Maurizio – nowych właścicieli domu. Rodziny zajmujące się cukiernią mieszkały tam aż do lat czterdziestych XX wieku. Na potrzeby zakładu dokonano licznych adaptacji.
Na fasadzie wmurowano w 1930 roku marmurową tablicę informującą, że w kamienicy mieszkał i w 1854 umarł generał Józef Chłopicki.
8 grudnia 1965 kamienica została wpisana do rejestru zabytków. Znajduje się także w gminnej ewidencji zabytków.

Tablica upamiętniająca Józefa Chłopickiego